# Pilidiostigma tropicum
Pilidiostigma tropicum là một loài thực vật có hoa trong Họ Đào kim nương. Loài này được L.S.Sm. miêu tả khoa học đầu tiên năm 1956.